# 丽江羊茅
丽江羊茅（学名：Festuca yulungschanica）为禾本科羊茅属下的一个种。

## 扩展阅读
- 維基物種上的相關：丽江羊茅